# Sophie Renoir
Sophie Renoir (París, 1964) és una actriu francesa. És besneta del pintor impressionista Auguste Renoir i d'Aline Charigot, neta de l'actor Pierre Renoir, neboda segona del realitzador Jean Renoir, filla del director Claude Renoir i germana del fotògraf Jacques Renoir. L'any 1988 va ser candidata al Cèsar de la millor esperança femenina gràcies a la seva interpretació al film d'Éric Rohmer, L'Ami de mon amie.

## Filmografia[3]

### Cinema
- 1978 : Attention, les enfants regardent de Serge Leroy: Marlène
- 1981 : Les Babas-cool de François Leterrier: Charlotte
- 1982 : Le Beau Mariage d'Éric Rohmer: Lise
- 1987 : L’amic de la meva amiga d'Éric Rohmer : Léa
- 1990 : La punyalada de Jordi Grau: Coral
- 1993 : Es lebe die Liebe, der Papst und das Puff de Peter Patzak: Billi
- 1994 : La lampada di Wood de Lavinia Capogna: Laura
- 2005 : Espace Détente de Bruno Solo i Yvan Le Bolloc'h: Eva Kovalsky

### Televisió
- 1981 : Pause café (Sèrie TV) : Véronique
- 1981 et 1983 : Cinéma 16 (Sèrie TV) : Christiane / Amélie
- 1982 : Les Maupas (Sèrie TV) : Gabrielle Fontenil
- 1982 : Sans un mot (Telefilm) : Agnès
- 1983 : Julien Fontanes, magistrat (Sèrie TV) : Gina
- 1984 : L'Homme de Suez (Sèrie TV) : Hélène Bragard
- 1984 : Bon anniversaire Juliette (Telefilm) : Juliette
- 1986 : Cogne et gagne (Sèrie TV) : Marie-lou
- 1988 : Lance et compte II (Sèrie TV) : Marilou
- 1988 et 1993 : Les Cinq Dernières Minutes (Sèrie TV) : Liza / Coralie
- 1989 : Le Grand Secret (Sèrie TV) : Mme. Barnajee
- 1990 : Passez une bonne nuit (Telefilm) : Anaïde
- 1991 : Les Mystères de la jungle noire (Sèrie TV) : Sonali
- 1992 : Das Glück liegt in Waikiki (Telefilm) : Sophie
- 1996 : Les Cordier, juge et flic (Sèrie TV) : Julie
- 1998 : Sous le soleil (Sèrie TV) : Sophie Guersand
- 2002-2003 : Caméra Café (Sèrie TV) : Eva Kovalski

### Teatre
- 1987 : Dom Juan de Molière, dirida per Jean-Luc Moreau, Festival d'Anjou, Festival de Ramatuelle, Théâtre des Bouffes du Nord, Théâtre des Célestins
- 1988 : Marco Millions d'Eugene O'Neill, dirigida per Jean Luc Tardieu, Théatre N de Nantes. Rôle : Princesse Koukatchine